# Șușița (gmina Grozești)
Șușița – wieś w Rumunii, w okręgu Mehedinți, w gminie Grozești. W 2011 roku liczyła 291 mieszkańców.